# Mary Victoria Hamilton

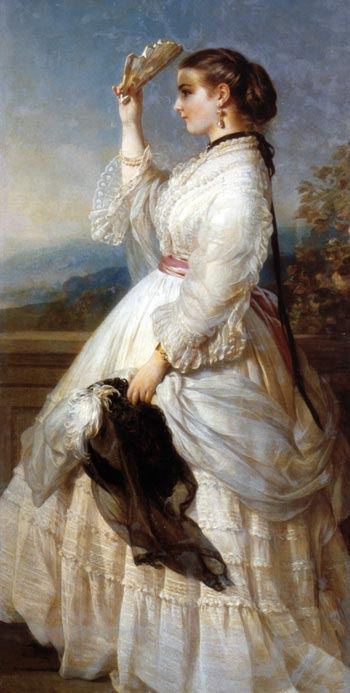
Mary Victoria Douglas-Hamilton

Mary Victoria Douglas-Hamilton (Hamilton Palace, nabij Hamilton (Schotland), 11 december 1850 — Boedapest, 14 mei 1922) was een Schotse adellijke dame en de eerste vrouw van prins Albert I van Monaco. Ze was de overgrootmoeder van prins Reinier III van Monaco, modeontwerper Egon von Fürstenberg en actrice Ira von Fürstenberg.

## Ouders en voorouders
Lady Mary Victoria was een dochter van William Hamilton, 11e hertog van Hamilton en 8e hertog van Brandon en diens vrouw prinses Maria Amalia van Baden. Haar grootouders van moederszijde waren groothertog Karel van Baden en prinses Stéphanie de Beauharnais, de aangenomen dochter van keizer Napoleon I van Frankrijk.

## Huwelijken
Mary Victoria huwde twee maal. Voor de eerste keer huwde ze op 21 september 1869 op Château de Marchais met erfprins Albert van Monaco (Parijs 13 november 1848 – aldaar 26 juni 1922). Het huwelijk was niet erg gelukkig en het leven in Monaco beviel Mary allerminst. Ze voegde zich bij haar familie, eerst in Boedapest, later in Baden. Na de geboorte van hun enige kind prins Lodewijk op 12 juli 1870 verliet ze Monaco definitief. In 1880 werd het huwelijk ontbonden.
Op 2 juni 1880 sloot ze te Florence haar tweede huwelijk, dit keer met de Hongaarse edelman Tasziló, graaf Festetics de Tolna (Wenen, 5 mei 1850 – Keszthely, 4 mei 1933). Met hem kreeg zij vier kinderen, van wie de oudste, Maria, huwde met vorst Karel Emiel van Fürstenberg, grootouders van Egon en Ira van Fürstenberg.